# Dai Koyamada
Dai Koyamada (小山田大?, Koyamada Dai; Kagoshima, 23 agosto 1976) è un arrampicatore giapponese.
Pratica l'arrampicata in falesia, il bouldering e ha gareggiato nelle competizioni di difficoltà.

## Biografia
Cresciuto in campagna, ha scoperto l'arrampicata attraverso le foto sulle riviste di alpinisti e arrampicatori, in partolare di Yuji Hirayama. Il desiderio di emulazione lo ha portato ad autocostruirsi in garage un muro d'arrampicata. Terminate le scuole superiori ha viaggiato in Europa ad arrampicare per sei mesi. Nel 1996 ha partecipato e vinto la sua prima gara di arrampicata nazionale ad Ariake, Tokyo. In quella gara era presente anche Yuji Hirayama infortunato a un dito e quindi non in perfetta forma. Il premio gara gli ha permesso
di tornare tre mesi in Francia dove ha salito i suoi due primi 8c+: Le Bronx e La Connection a Orgon. Tornato in Giappone si è dedicato alle competizioni per quattro anni: ha vinto i campionati nazionali nel 1996 e dal 1997 al 2000 ha partecipato alle competizioni di Coppa del mondo lead.
Nel 2000 ha lasciato le competizioni per dedicarsi solo alla ricerca della difficoltà in falesia e sui boulder, divenendo uno dei più forti boulderisti del mondo. Ha anche aperto una palestra d'arrampicata vicino a Tokyo.

## Palmarès

### Coppa del mondo
|      | 1998 | 1999 | 2000 |
| ---- | ---- | ---- | ---- |
| Lead | 12   | 13   | 19   |

### Campionato del mondo
|      | 1997 | 1999 |
| ---- | ---- | ---- |
| Lead | 33   | 8    |

## Falesia

### Lavorato
- 9a/5.14d:
  - Monolithic Baby - Frankenjura (GER) - 9 ottobre 2008[1]
  - Action directe - Frankenjura (GER) - 15 ottobre 2005 - Settima salita[2]
  - Hugh - Eaux-Claires (FRA) - 1º novembre 2002 - Via di Fred Rouhling del 1993
  - Logical Progression - Joyama (JPN) - 27 novembre 2001 - Prima salita

## Boulder
- 8C+/V16:
  - Hydrangea - Shiobara (JPN) - 22 aprile 2005 - Prima salita[3]
  - The Wheel Of Life - Hollow Mountain Cave (AUS) - 12 maggio 2004 - Prima salita.[4] È lungo 65 movimenti (unione di quattro boulder) ed è considerato una via di mezzo tra un boulder e una via d'arrampicata. Generalmente gradato 8C+ boulder o 9a/+ scala francese.[5]
- 8C/V15:
  - Der mit dem Fels tanzt - Chironico (SUI) - ottobre 2012 - Seconda salita del boulder di Martin Keller del 2012[6]
  - From Dirt Grows the Flowers - Chironico (SUI) - 19 ottobre 2012 - Boulder di Dave Graham del 2005[7]
  - The Story of Two Worlds - Cresciano (SUI) - 22 marzo 2012 - Terza salita del boulder di Dave Graham[8]
  - Shanbara - Toyota (JPN) - dicembre 2011 - Prima salita[9]
  - In Search of Time Lost - Magic Wood (SUI) - 29 agosto 2011 - Seconda salita del boulder di Daniel Woods[10]
  - Big Paw - Chironico (SUI) - 12 novembre 2010 - Seconda salita del boulder di Dave Graham[11]
  - Calm - Mt.Kasagi (JPN) - 28 aprile 2009[12]
  - Epitaph - Hourai (JPN) - 20 gennaio 2009[13]
  - Bongo - Frankenjura (GER) - 28 ottobre 2007 - Prima salita
  - Montecore - Frankenjura (GER) - 14 ottobre 2007 - Seconda salita del boulder di Markus Bock[14]
  - Babel - Shiobara (JPN) - 31 gennaio 2007 - Prima salita[15]
  - Orochi - Kanoto (JPN) - 22 novembre 2006 - Prima salita
  - Angama - Fontainebleau (FRA) - 24 ottobre 2006 - Prima salita[16]
  - Hyper ballad - Shiobara (JPN) - 31 marzo 2006 - Prima salita
  - Uma - Shiobara (JPN) - 26 maggio 2005 - Prima salita[17]
  - Sleepy Rave - Hollow Mountain Cave (AUS) - 15 aprile 2004 - Prima salita
  - Methuselahzation - Yatsue - 8 febbraio 2004 - Prima salita[18]
  - Byaku-dou - Hourai (JPN) - 11 novembre 2003 - Prima salita[19]

Già nel maggio 2010 realizzò la seconda salita di The Story of Two Worlds a Cresciano ma la salita fu controversa perché pare avesse saltato la partenza.